# سونام تنزن
سونام تنزن هو لاعب كرة قدم بوتاني في مركز الدفاع، ولد في 20 أكتوبر 1986 في تيمفو في بوتان. شارك مع منتخب بوتان لكرة القدم. أما مع النوادي، فقد لعب مع Drukpol FC ‏.

## وصلات خارجية
- سونام تنزن على موقع قاعدة بيانات كرة القدم.إي يو (الإنجليزية)
- سونام تنزن على موقع ناشيونال فوتبول تيمز (الإنجليزية)